# Quận Warren, North Carolina
Quận Warren là một quận nằm ở tiểu bang Bắc Carolina.  Tại thời điểm năm 2000, quận có dân số 19.972 người. Quận lỵ đóng ở Warrenton6.
Quận được lập năm 1779 từ nửa phía bắc quận Bute.  Quận đã được đặt tên theo Joseph Warren của Massachusetts, một vị tướng trong chiến tranh cách mạng Mỹ đã bị giết hại trong trận Bunker Hill.

## Địa lý
Theo Cục điều tra dân số Hoa Kỳ, quận có tổng diện tích 444 dặm Anh vuông (1.149 km²), trong đó, 429 dặm Anh vuông (1.110 km²) là diện tích đất và 15 dặm Anh vuông (39 km²) trong tổng diện tích (3,40%) là diện tích mặt nước.

### Các quận giáp ranh
- Quận Brunswick, Virginia - Bắc-Đông bắc
- Quận Northampton, Bắc Carolina - Đông bắc
- Quận Halifax, Bắc Carolina - Đông
- Quận Franklin, Bắc Carolina - Nam
- Quận Vance, Bắc Carolina - Tây
- Quận Mecklenburg, Virginia - Bắc-tây bắc

## Thông tin nhân khẩu
Theo cuộc điều tra dân số2 tiến hành năm 2000, quận này có dân số 19.972 người, 7.708 hộ, và 5.449 gia đình sinh sống trong quận này. Mật độ dân số là 47 người trên mỗi dặm Anh vuông (18/km²). Đã có 10.548 đơn vị nhà ở với một mật độ bình quân là 25 trên mỗi dặm Anh vuông (10/km²).  Cơ cấu chủng tộc của dân cư sinh sống tại quận này gồm 38,90% người da trắng, 54,49% người da đen hoặc người Mỹ gốc Phi, 4,79% người thổ dân châu Mỹ, 0,13% người gốc châu Á, 0,03% người các đảo Thái Bình Dương, 0,79% từ các chủng tộc khác, và 0,88% từ hai hay nhiều chủng tộc.  1,59% dân số là người Hispanic hoặc người Latin thuộc bất cứ chủng tộc nào.
Có 7.708 hộ trong đó có 28,20% có con cái dưới tuổi 18 sống chung với họ, 49,20% là những cặp kết hôn sinh sống với nhau, 17,30% có một chủ hộ là nữ không có chồng sống cùng, và 29,30% là không gia đình. 26,20% trong tất cả các hộ gồm các cá nhân và 12,20% có người sinh sống một mình và có độ tuổi 65 tuổi hay già hơn.  Quy mô trung bình của hộ là 2,48 còn quy mô trung bình của gia đình là 2,97,
Phân bố độ tuổi của cư dân sinh sống trong huyện là 23,50% dưới độ tuổi 18, 8,00% từ 18 đến 24, 26,30% từ 25 đến 44, 24,80% từ 45 đến 64, và 17,40% người có độ tuổi 65 tuổi hay già hơn.  Độ tuổi trung bình là 40 tuổi. Cứ mỗi 100 nữ giới thì có 96,60 nam giới. Cứ mỗi 100 nữ giới có độ tuổi 18 và lớn hơn thì, có 95,00 nam giới.
Thu nhập bình quân của một hộ ở quận này là $28.351, và thu nhập bình quân của một gia đình ở quận này là $33.602, Nam giới có thu nhập bình quân $26.928 so với mức thu nhập $20.787 đối với nữ giới. Thu nhập bình quân đầu người của quận là $14.716, Khoảng 15,70% gia đình và 19,40% dân số sống dưới ngưỡng nghèo, bao gồm 24,90% những người có độ tuổi 18 và 20,80% là những người 65 tuổi hoặc già hơn.

## Thành phố và thị trấn
- Macon
- Norlina
- Warrenton